# Nordisk Krydser
Nordisk Krydser eller 5½ m Nordisk Krydser er en klassebåd der bygges efter en måleregel fra 1932. Den er resultatet af et samarbejde mellem Göteborgs Kungliga Segelsällskap og Kongelig Dansk Yachtklub. Båden er tegnet som kombineret kapsejlads- og turbåd.
Bådklassen er blevet tegnet af mange forskellige konstruktører. De tre første danske både blev bygget til sejlsæsonen 1930 hos Frans Mello i Hamburg efter en tegning af Gustaf Estlander. I 1962, da de sidste nordiske krydsere blev fremstillet, fandtes der 65 svenske og 47 danske både.
De fleste Nordiske Krydsere i landet  er medlem af DFÆL (Dansk Forening for Ældre Lystfartøjer).
I alt er der i dag omkring 15-20 kendte Nordiske Krydsere i Danmark og ca. 10 i Tyskland. I Sverige er der bygget ca. 60 og ca. 40 af dem skulle være tilbage.

## Måleregel
Formel
{\displaystyle {{\rm {L+{\sqrt {S}}}} \over 2,5}=5,5} hvor L er bådens længde i meter og S er sejlarealet i kvadratmeter.